# Effry
Effry är en kommun i departementet Aisne i regionen Hauts-de-France i norra Frankrike. Kommunen ligger  i kantonen Hirson som ligger i arrondissementet Vervins. År 2022 hade Effry 313 invånare.

## Befolkningsutveckling
Antalet invånare i kommunen Effry
Referens: INSEE